# 요코카와 타카히로
요코카와 타카히로(横川貴大, 1993년 8월 11일 ~)는 일본의 배우이다.

## 출연

### 영화
- 2008년 《갓파쿠와 여름방학을》 - 우에하라 고이치 역
- 2009년 《썸머워즈》 - 사쿠마 다카시 역